# Wangaratta Rural City
Wangaratta Rural City is een Local Government Area (LGA) in Australië in de staat Victoria. Wangaratta Rural City telt 26.959 inwoners. De hoofdplaats is Wangaratta.